# ロッド・アーサー
ロッド・アーサー（Rod Arthur）は、イギリスの俳優・脚本家。日本で放送された作品ではITVの『プレヒストリック・パーク 〜絶滅動物を救え!〜』のボブ・アーサー役で知られ、BBCの『ドクター・フー』にも出演した。

## 経歴
1985年にドラマ Travelling Man (en) のエピソード Blow-Up にバロン役で出演。それ以降20世紀のドラマ番組では Emmerdale (en) 、Elidor (en) 、Heartbeat (en) に複数回出演。『コロネーション・ストリート』にはルーク・ブラッドバリー、サイト管理官、ティム・ヘッジスの役で合計17エピソードに出演した。
2006年には『プレヒストリック・パーク 〜絶滅動物を救え!〜』でパークの管理主任ボブ・アーサー役で全6回にレギュラー出演し、ナイジェル・マーヴェンやスザンヌ・マクナブと共演。また同年にはSFドラマ『ドクター・フー』第2シリーズ第3話「同窓会」に出演した。両作とも日本ではNHK教育テレビジョンで放送された。
2009年には Trinity (en) の全8エピソード中6エピソードに出演。同年からコメディ番組 Gigglebiz への出演を始め、2019年までに34回出演。2017年にはドラマ Ransom's Law の全18エピソード中12エピソードに出演した。
脚本家やスタントとしても活動している。2000年の映画 Manhattan Chase でスタントを担当し、2014年のショートドラマ The Boy and the Bus では脚本を執筆した。

## 出演作
上記で説明した作品以外は単発の出演。
- 1985年 - Travelling Man
- 1986年 - Auf Wiedersehen, Pet
- 1986年 - Lost Empires
- 1986年 - Emmerdale（1993年に別の役で再度出演）
- 1987年 - 『コロネーション・ストリート』（1996年まで3役に分けて17回出演）
- 1989年 - All Creatures Great and Small
- 1989年 - Confessional
- 1990年 - Bergerac (TV series)
- 1990年 - The Bill
- 1990年 - Shoot to Kill
- 1990年 - Chain
- 1991年 - 『第一容疑者』
- 1991年 - Making Out
- 1993年 - Dancing Queen
- 1992年 - Heartbeat（1994年、1995年にも別の役で出演）
- 1995年 - Kavanagh QC
- 1995年 - Elidor
- 1995年 - All Quiet on the Preston Front
- 1996年 - Hetty Wainthropp Investigates
- 1997年 - Common As Muck
- 1997年 - This Life
- 1999年 - 『法医学捜査班 silent witness（英語版）』
- 2000年 - Manhattan Chase
- 2000年 - Barbara
- 2000年 - Close and True
- 2004年 - Doctors
- 2004年 - Provenance
- 2005年 - 55 Degrees North
- 2005年 - 『ブリーク・ハウス（英語版）』
- 2006年 - Friends and Crocodiles
- 2006年 - 『ドクター・フー』
- 2006年 - 『プレヒストリック・パーク 〜絶滅動物を救え!〜』
- 2007年 - Cranford
- 2008年 - 『奇術師フーディーニ 〜妖しき幻想〜』
- 2009年 - Hell's Pavement
- 2009年 - Trinity
- 2009年 - Gigglebiz（2019年まで複数回出演）
- 2010年 - On Expenses
- 2010年 - Law & Order: UK
- 2010年 - Accused
- 2011年 - Walking the Dead
- 2012年 - The Life and Adventures of Nick Nickleby
- 2013年 - Wolfblood
- 2014年 - The Suspicions of Mr Whicher
- 2017年 - Ransom's Law
- 2018年 - 『バトル・オブ・ブリテン 史上最大の航空作戦』
- 2020年 - 『ヴェラ 〜信念の女警部〜（英語版）』